# Stop stop
Stop stop – trzeci album zespołu Vexel wydany w 2002 roku w firmie fonograficznej Green Star. Płyta zawiera 16 przebojów. 

## Lista utworów
1. "Ty i Ja"
2. "Długie dni"
3. "Stop stop"
4. "Ta druga"
5. "Każde Twoje słowo"
6. "I tylko w cieniu"
7. "Napiszę..."
8. "Zmienisz nas"
9. "Chciałbym"
10. "Znów jesteśmy sami"
11. "Radio Jard"
12. "Może dziś Ty"
13. "Męski świat"
14. "Moje miasto"
15. "Zakochać się"
16. "Gdy człowiek"